# Kanzler von Frankreich
Der Kanzler von Frankreich (Chancelier de France) war eine wichtige Persönlichkeit im Ancien Régime; in der von König Heinrich III. 1582 festgelegten Reihenfolge nahm er in der Liste der Großämter der Krone Frankreichs den zweiten Rang hinter dem Connétable von Frankreich ein, nach der Auflösung dieses Amtes 1626 folglich den ersten Rang.

## Aufgabenbereich
Der Kanzler verwahrte das Siegel des Königs und übte die Aufsicht über die königlichen Ämter aus. Er hatte vor allem die Oberaufsicht über die Justiz im Königreich, war also eine Art Justizminister. Seit Mitte des 16. Jh. wurde das Amt im Prinzip auf Lebenszeit vergeben.
Seine wichtigste Aufgabe war die des Vorsitzenden des königlichen Rates (conseil du roi). Er saß insbesondere dem Geheimen Rat des Königs (Conseil privé) vor, den der König so gut wie nie aufsuchte und in dem der Kanzler in seinem Namen handelte – man nannte ihn gemeinhin den Mund des Königs. Obwohl er im Prinzip Sitz in allen Räten hatte, nahm er ab 1661 (dem Beginn der Alleinherrschaft von Ludwig XIV.) nicht mehr am obersten Rat (Conseil d’En-haut) teil.
Später wurde er – unter dem Einfluss Colberts – auch von allen finanziellen Angelegenheiten des Staates ausgeschlossen.
Da der Kanzler sein Amt auf Lebenszeit innehatte, konnte er nicht abgesetzt werden. Der König konnte ihm lediglich ganz oder teilweise die Ausübung seines Amtes entziehen, um es widerruflich einem Stellvertreter, dem Siegelbewahrer von Frankreich (Garde des Sceaux), anzuvertrauen. Dieser galt als potenzieller Anwärter auf das Kanzleramt im Fall des Todes des Amtsinhabers.

## Die Kanzlei
Zur Unterstützung waren dem Kanzler unterstellt:
- für das Siegel die maîtres des requêtes (die für Bittgesuche und Eingaben zuständig waren) und die der Kanzlei angehörenden Beamten;
- für die Beiräte die Staatsräte (Conseillers d’État), Maîtres des requêtes, Amtsschreiber (secrétaires-greffiers), Anwälte und Amtsdiener;
- für die gesetzgebende und gerichtliche Arbeit die Staatsräte und maîtres des requêtes

## Liste der Kanzler

### Erzkanzler im Franken- und Westfrankenreich
- Siehe: Erzkanzler (Frankenreich)

### KapetingischeKanzler
- Renaud de Vendôme, Bischof von Paris, 989–991
- Gerbert d’Aurillac, der später Papst Silvester II., 991–998
- Roger de Blois, 998–1005
- Francon, 1005–1015
- Arnoul de Bellême, Erzbischof von Tours, 1018, Haus Bellême
- Baudouin, vor 1030–1060
- Gervais de Château-du-Loir, Bischof von Le Mans, 1059–um 1067
- Pierre de Loiselève, um 1067–um 1073
- Guillaume, um 1073
- Roger, Bischof von Beauvais, um 1074–1080
- Geoffroy de Boulogne, Bischof von Paris, um 1074–1085
- Gilbert, 1085–1090
- Ourson, Bischof von Senlis, 1090 bezeugt
- Hubert, Bischof von Senlis, 1091–1092 bezeugt
- Gilbert, 2. Mal, 1094–1106
- Étienne de Senlis, Bischof von Paris, 1106–1118
- Stephan von Garlande, 1118–1127
- Simon, 1127–1132
- Stephan von Garlande, 2. Mal, 1132–1137
- Algrin, 1137–1140
- Noël, Abt von Rebais, 1140
- Cadurc, 1140–1147
- Barthélemy, 1147–1149
- Simon, 1150
- Hugues de Champfleury, Bischof von Soissons, 1150–1172
- Pierre de Juilly, 1171/79 (siehe Stammliste der Montmorency)
- Hugues du Puiset, 1179–1185 (Haus Le Puiset)

### Siegelbewahrer
Im 13. Jahrhundert und bis zum Jahr 1316 wurde die Kanzlei vom Siegelbewahrer geleitet (siehe Siegelbewahrer von Frankreich)
- Guérin, Mönch, um 1203–1227, Kanzler 1226
- Philippe d’Antogny, 1227–1231
- Aubry Cornu, Dekan von Saint-Martin de Tours, 1231–1236
- Jean de la Cour, Dekan von Saint-Martin de Tours, 1236–1244
- Nicolas Le Chien, Erzdiakon von Dunois, 1244–1249
- Gilles von Saumur, 1250–1252
- Raoul de Grosparmy, 1252–1259
- Guy Faucoi, spätere Papst Clemens IV., vor 1260
- Simon de Brie, Kämmerer von Saint-Martin de Tours, der spätere Papst Martin IV., 1259–1261
- Philippe de Cahors, Kämmerer von Saint-Frambaud in Senlis, 1262–1270
- Guillaume de Rampillon, Erzdiakon von Paris, 1270
- Guillaume de Chartres, Dominikaner, in Tunis 1270
- Pierre Barbette, Erzdiakon von Dunois, 1271–1273
- Henri de Vézélay, Kämmerer von Laon, 1273–1282
- Pierre Chalon, Dekan von Tours, 1282–1290
- Jean de Vassoigne, Erzdiakon von Brügge, 1291–1292
- Guillaume de Crépy, Erzdiakon von Paris, 1293–1296
- Thibaut de Pouancé, Bischof von Dol, 1296–1297
- Pierre Flote, Ritter, 1297–1302
- Étienne de Suizy, Erzdiakon von Brügge, 1302–1304
- Pierre de Mornay, Bischof von Auxerre, 1304–1306
- Pierre de Grez, 1306
- Pierre de Belleperche, Bischof von Auxerre, 1306–1307
- Guillaume de Nogaret, Ritter, 1307–1310
- Gilles I. Aycelin de Montaigut, Erzbischof von Narbonne, 1310–1311
- Guillaume de Nogaret, 2. Mal, 1311–1313
- Pierre de Latilly, Bischof von Châlons, 1313–1314
- Étienne de Mornay, Dekan von Saint-Martin de Tours, 1314–1316

### Kapetingische Kanzler
- Pierre d’Arabloy, Erzdiakon von Narbonne, 1316
- Piere de Chappes, Kämmerer von Laon, 1317–1321
- Jean de Cherchemont, Dekan von Poitiers, 1320–1321
- Pierre Rodier, Kanoniker aus Meaux, 1321–1323
- Jean de Cherchemont, Dekan von Poitiers, 2. Mal, 1323–1328

### Kanzler derValois
- Mathieu Ferrand, Kanoniker aus Saint-Quentin, 1328–1329
- Jean de Marigny, Bischof von Beauvais, 1329, Bruder von Enguerrand de Marigny
- Guillaume de Saint-Maure, 1329–1334
- Pierre Roger, Bischof von Arras, der spätere Papst Clemens VI., 1334
- Guy Baudet, Bischof von Langres, 1335–1338
- Étienne de Vissac, Ritter, 1338–1339
- Guillaume Flote, Erzdiakon von Brabant, 1339–1347
- Firmin de Coquerel, Bischof von Noyon, 1347–1349
- Pierre de la Forêt, Erzbischof von Rouen, 1349–1357
- Gilles II. Aycelin de Montaigut, Bischof von Thérouanne, 1357–1358 in London
- Foulque Bardoul, Bischof von Avranches, Siegelbewahrer in Paris 1357–1359
- Jean de Dormans, Bischof von Lisieux, Siegelbewahrer 1358
- Pierre de la Forêt, Erzbischof von Rouen, 2. Mal, 1359–1361
- Gilles Aycelin de Montaigut II., Bischof von Thérouanne, 2. Mal, 1361 in Paris
- Jean de Dormans, Bischof von Lisieux, 2. Mal, jetzt als Kanzler, 1361–1372
- Guillaume de Dormans, Ritter, 1372–1373
- Jean de Dormans, Siegelbewahrer 1373
- Pierre d’Orgemont, Ritter, 1373–1380
- Miles de Dormans, Bischof von Beauvais, 1380–1383
- Pierre de Giac, Ritter, 1383–1388
- Arnaud de Corbie, Ritter, 1388–1398
- Nicolas du Bosc, Bischof von Bayeux, Siegelbewahrer, 1398–1400
- Arnaud de Corbie, Ritter, 2. Mal, 1400–1405
- Jean de Montaigu, Erzbischof von Sens, Siegelbewahrer, 1405–1413
- Arnaud de Corbie, Ritter, 3. Mal, 1409–1413
- Eustache de Laistre, Ritter, 1413
- Henri de Marle, Ritter, 1413–1418 (Marle (Familie))
- Robert Le Maçon, Ritter, Partei der Armagnacs, 1418
- Eustache de Laistre, 2. Mal, 1418–1420
- Robert Le Maçon, 2. Mal, 1419–1421
- Jean Le Clerc, Ritter, Partei der Bourguignons, 1420–1424
- Martin Gouge, Bischof von Clermont, Partei Karls VII., 1421–1425
- Ludwig von Luxemburg, Bischof von Thérouanne, Partei der Bourguignons, 1424–1435
- Renaud de Chartres, Erzbischof von Reims, Partei Karls VII., 1425–1445
- Guillaume Juvénal des Ursins, Ritter, 1145–1461
- Pierre de Morvilliers, Ritter, 1461–1465
- Guillaume Juvénal des Ursins, 2. Mal, 1465–1472
- Pierre Doriole, Ritter, 1472–1483
- Guillaume de Rochefort, Ritter, 1483–1492
- Vakanz, 12. August 1492 – 30. August 1495
- Robert Briçonnet, 30. August 1495 – 3. Juni 1497, Erzbischof von Reims
- Guy de Rochefort, 9. Juli 1497 – 15. Januar 1507
- Jean de Ganay, 31. Januar 1507 – Mai 1512
- Vakanz, Mai 1512 – 7. Januar 1515
- Antoine Duprat, 7. Januar 1515 – 9. Juli 1535, Kardinal
- Antoine du Bourg, 16. Juli 1535 – September 1538
- Guillaume Poyet, 12. November 1538 – 23. April 1545
- François Olivier, 28. April 1545 – 30. März 1560, Siegelbewahrer 2. Januar 1551
  - Heinrich II. schuf im April 1551 das Amt des Garde des Sceaux de France, der die gleichen Befugnisse und Ehren wie der Kanzler von Frankreich hatte. Der Kanzler wird bei seinem Tod oder bei Amtsunfähigkeit durch den amtierenden Siegelbewahrer ersetzt, der zum Kanzler Frankreichs wird und auch den Titel trägt.
  - 1551 – 1559: Jean de Bertrand, Siegelbewahrer 22. Mai 1551 – 10. Juli 1559, 1557 Kardinal
  - 1560 – 1560: Jean de Morvillier, Siegelbewahrer Ende April 1560 – 2. Juni 1560
- Michel de L’Hospital, 30. Juni 1560 – 13. März 1573, Siegelbewahrer bis 6. Februar 1573 (die Siegel wurden ihm bereits im Mai 1568 entzogen)
  - 1568 – 1571: Jean de Morvillier, Siegelbewahrer (2. Mal) von Mitte 1568 bis März 1571
- René de Birague, 17. März 1573 – 24. November 1583, Siegelbewahrer ab 22. März 1571, dann ab 30. April 1573 bis 26. September 1578
- Philippe Hurault de Cheverny, 24. November 1583 – 29. Juli 1599, Siegelbewahrer bis 1588 und ab 1590
  - 1588 – 1589: François II. de Montholon, Siegelbewahrer 6. September 1588 bis 2. August 1589

### Kanzler derBourbonen
- 24. November 1583 – 29. Juli 1599: Philippe Hurault de Cheverny, Siegelbewahrer bis 1588 und ab 1590
  - 1589 – 1589: Charles de Bourbon, Cardinal de Vendôme, Siegelbewahrer von August bis Dezember 1589
- 2. August 1599 – 9. September 1607: Pomponne de Bellièvre, Siegelbewahrer bis Oktober 1605
- 10. September 1607 – 1. Oktober 1624: Nicolas Brûlart de Sillery, Koadjutor des Siegelbewahrer seit Dezember 1604, gibt die Siegel erst am 23. Januar 1623 zurück
  - 1616 – 1616: Guillaume du Vair, Siegelbewahrer 16. Mai 1616 – 25. November 1616
  - 1616 – 1617: Claude Mangot, Siegelbewahrer 25. November 1616 – 24. April 1617
  - 1617 – 1621: Guillaume du Vair, Siegelbewahrer (2. Mal) 25. April 1617 – 3. August 1621
  - 1621 – 1621: Charles d’Albert, duc de Luynes, übergangsweise Siegelbewahrer 3. August 1621 – 15. Dezember 1621 France
  - Ludwig XIII. hält die Siegel vom 15. bis zum 24. Dezember 1621 selbst
  - 1621 – 1622: Méry de Vic, Siegelbewahrer 24. Dezember 1621 – 2. September 1622
  - 1622 – 1623: Louis Lefèvre de Caumartin, Siegelbewahrer 23. September 1622 – 21. Januar 1623
- 3. Oktober 1624 – 11. Dezember 1635: Étienne I. d’Aligre, Siegelbewahrer 6. Januar 1624 – 1. Juni 1626
  - 1626 – 1630: Michel de Marillac, Siegelbewahrer 1. Juni 1626 – 12. November 1630
  - 1630 – 1633: Charles de L’Aubespine, Siegelbewahrer 14. November 1630 – 2. Februar 1633
- 19. Dezember 1635 – 28. Januar 1672: Pierre Séguier
  - 1650 – 1651: Charles de L’Aubespine, Siegelbewahrer 2. März 1650 – 3. April 1651
  - 1651 – 1656: Mathieu Molé, Siegelbewahrer 3. April 1651 – 13. April 1651 und 8. September 1651 – 3. Januar 1656
  - nach dem Tod des Kanzlers Séguier hielt Ludwig XIV. vom 6. Februar 1672 bis zum 27. April 1672 die Siegel selbst einmal wöchentlich in Anwesenheit von sechs Conseillers d’État und sechs Mâitres des reqûetes
- 1672 – 1674: Vakanz
- 8. Januar 1674 – 28. Oktober 1677: Étienne II. d’Aligre
- 29. Oktober 1677 – 30. Oktober 1685: Michel Le Tellier
- 1. November 1685 – 2. September 1699: Louis Boucherat, comte de Compans
- 5. September 1699 – 1. Juli 1714: Louis II. Phélypeaux de Pontchartrain
- 2. Juli 1714 – 2. Februar 1717: Daniel Voysin de La Noiraye
- 2. Februar 1717 – 27. Oktober 1750: Henri François d’Aguesseau, Siegelbewahrer bis 1718, 8. Juni 1720 – 28. Februar 1722 und 20. Februar 1737 – 27. November 1750
  - 1718 – 1720: Marc-René de Voyer de Paulmy d’Argenson, Siegelbewahrer 28. Januar 1718 – 7. Juni 1720
  - 1722 – 1727: Joseph Fleuriau d’Armenonville, Siegelbewahrer 28. Februar 1722 – 17. August 1727
  - 1727 – 1737: Germain Louis Chauvelin, Siegelbewahrer 17. August 1727 – 20. Februar 1737
- 9. Dezember 1750 – 14. September 1768: Guillaume de Lamoignon de Blancmesnil
  - 1750 – 1757: Jean Baptiste de Machault d’Arnouville, Siegelbewahrer 10. Dezember 1750 – 1. Februar 1757
  - König Ludwig XV. übt das Amt des Siegelbewahrers vom 14. März 1757 bis zum 15. Oktober 1761 selbst aus
  - 1761 – 1762: Nicolas René Berryer, Siegelbewahrer 15. Oktober 1761 – 15. August 1762
  - 1762 – 1763: Paul Esprit Feydeau de Brou, Siegelbewahrer 27. September 1762 – 4. Oktober 1763
  - 1763 – 1768: René-Charles de Maupeou, Siegelbewahrer ab 9. Oktober 1763 mit dem Titel eines Vizekanzlers
- 15. September 1768 – 16. September 1768: René-Charles de Maupeou
- 16. September 1768 – 1. Juli 1790: René Nicolas de Maupeou, Siegelbewahrer 18. September 1768 – 24. August 1774
  - 1774 – 1787: Armand Thomas Hue de Miromesnil, Siegelbewahrer 24. August 1774 – 8. April 1787
  - 1787 – 1788: Chrétien François de Lamoignon de Basville, Siegelbewahrer 13. April 1787 – 19. September 1788
  - 1788 – 1789: Charles Louis François de Paule de Barentin, Siegelbewahrer 19. September 1788 – 15. Juli oder 3. August 1789
  - 1789 – 1790: Jérôme Champion de Cicé, Siegelbewahrer 3. August 1789 – 21. November 1790
  - 1790 – 1790: Marguerite-Louis-François Duport-Dutertre, Siegelbewahrer ab 21. November 1790

## Quelle
- Jean Favier, Dictionnaire de la France médiévale, S. 236–238 (bis 1507)
- Bernard Barbiche, Le chancelier de France, in: Les institutions de la monarchie française à l'époque moderne (XVIe – XVIIIe siècle), Paris, PUF, Coll. Quadrige / Manuels, 2012 (Neudruck 2016 und 2018), 3. Ausgabe (1. Ausgabe 1999), ISBN 978-2-13-060678-9, 2. Teil Le gouvernement du royaume, Kapitel 8, S. 153–172